# Randy Stoll
Randy C. Stoll, (nacido en el año 1945 en Seattle, Washington) es un exjugador de baloncesto estadounidense. Con 2.01 metros de estatura, jugaba en la posición de pívot. 

## Trayectoria
- Universidad de Washington State
- Anaheim Amigos (1967-1968)
- Bàsquet Manresa (1968-1969)